# 시크 (음악 그룹)
시크(Chic)는 대한민국의 음악 그룹이다.

## 구성원

### 남주희
- 생년월일: 1969년 8월 3일
- 데뷔 년도: 1981년(배우), 2010년(가수)
- 최종 학력: 건국대학교 무역학과 졸업 (학사)
- 포지션: 보컬

### 임치열
- 생년월일: 1985년 3월 28일
- 데뷔 년도: 2010년
- 포지션: 베이스

### 김민주
- 생년월일: 1985년
- 데뷔 년도: 2016년
- 최종 학력: 중부대학교 실용음악학과 졸업 (학사)
- 포지션: 키보드

### 손승민
- 포지션: 드럼

### 임단비
- 데뷔 년도: 2007년
- 데뷔곡: 〈잊혀지지 않는 이유〉
- 포지션: 키보드

## 이전 구성원

### 강지훈
- 생년월일: 1970년
- 데뷔 년도: 1991년(가수), 1992년(배우)
- 최종 학력: 한양대학교 경영학과 졸업 (학사)
- 포지션: 기타

### 박헌상
- 포지션: 색소폰

### 성기원
- 포지션: 드럼

### 박봉석
- 포지션: 베이스

## 음반 목록
- 《Chic》 (2010년)
- 《Just You》 (2016년)

## 참여곡
- 〈한동안 뜸했었지〉 (2011년)
  - 원곡: 사랑과 평화
  - 수록 앨범: 《서바이벌 TOP밴드 Part 1 24강》
- 〈열애〉 (2011년)
  - 원곡: 윤시내
  - 수록 앨범: 《서바이벌 TOP밴드 Part 3 16강 가군-1》
- 〈패기〉(2017년)
  - 수록 앨범: 영화 《프로젝트 패기》 OST